# Евеліне Салберг
Евеліне Салберг (нід. Eveline Saalberg; нар. 30 липня 1998) — нідерландська легкоатлетка, яка спеціалізується на спринті.

## Спортивні досягнення
Срібна олімпійська призерка з естафетного бігу 4×400 метрів (2024, виступала в попередньому забігу).
Чемпіонка світу з естафетного бігу 4×400 метрів (2023). Срібна призерка чемпіонату світу зі змішаного естафетного бігу 4×400 метрів (2022, виступала в попередньому забігу).
Чемпіонка світу в приміщенні з естафетного бігу 4×400 метрів (2024, виступала в попередньому забігу). Срібна призерка чемпіонату світу в приміщенні з естафетного бігу 4×400 метрів (2022).
Чемпіонка Європи з естафетного бігу 4×400 метрів (2022, 2024).
Чемпіонка Європи в приміщенні з естафетного бігу 4×400 метрів (2023). Чемпіонка Європи в приміщенні зі змішаного естафетного бігу 4×400 метрів (2025).
Чемпіонка Нідерландів з бігу на 400 метрів (2023) та з бігу на 400 метрів з бар'єрами (2019).